# Jacques de Saint-Luc
Jacques de Saint-Luc (né à Ath en 1616 et mort en 1708) est un musicien de cour du XVIIe siècle.

## Biographie
Virtuose du luth, du théorbe et de la guitare, Jacques de Saint-Luc est baptisé en l'église Saint-Julien le 19 septembre 1616, en présence de son père Jérôme, de sa mère Marguerite de Bronchin et de son grand-père, Georges de Bronchin, héraut d'armes au service de l'Espagne. Saint-Luc qui appartient sans doute à la petite noblesse se targuera, en 1680, du titre de « seigneur de Waterlo ».
La famille s'installe à Bruxelles durant les guerres engagées par Richelieu en Artois et dans les Flandres. En 1639, il est invité à venir jouer des villancicos à la cour : deux ans plus tard, il y est instrumentiste. Sa réputation doit être déjà bien assise puisque, cette même année, il commande son portrait à l'Anversois Gerard Seghers, élève de Rubens. Saint-Luc part alors pour Paris où il séjourne en 1647. S'il se produit sans doute devant le jeune Louis XIV et sa cour, alors tout occupés par la création de l'Orfeo de Luigi Rossi, il décide de quitter la France.
Saint-Luc revient donc à Bruxelles au mois d'octobre 1647 où désormais son nom apparaît dans les comptes de l'archiduc Léopold-Guillaume en compagnie du violoniste Biagio Marini, du claveciniste Johann Jakob Froberger, du luthiste Francesco de Fuo et du guitariste Francesco Corbetta. Il est vraisemblable que Saint-luc assure, avec l'organiste attitré de la cour, Johann Kaspar Kerll, le continuo de l'un opéra de Giuseppe Zamponi, Ulisse all'Isola di Ciree, créé à Bruxelles en 1650 et repris en 1655 lors du passage de la reine Christine de Suède.
Le 15 juin 1658, Saint-Luc épouse à Sainte-Gudule Isabelle de Lagrenée, peut-être descendante de Pierre de Lagrenée, violon de la chambre et hautbois du roi Henri IV. Elle devait lui donner de nombreux enfants, dont deux fils : Jacques-Alexandre, baptisé à Sainte-Gudule le 8 juin 1663 et Laurent, le 10 août 1669. Le dernier acte connu attestant de la présence de Saint-Luc et de sa famille à Bruxelles date du 14 août 1684.
Entre 1684 et 1700, on perd sa trace. Quelques documents attestent toutefois de sa renommée et du respect que lui portent ses contemporains.
En juillet 1673, Constantin Huygens qui avait rencontré Saint-Luc à Paris, soumet « humblement» à sa censure une vingtaine de pièces de sa façon. Le jugement est favorable et, en mai 1675, il lui en renvoie trois douzaines, dont une transcription pour luth d'une gigue du « grand Froberger » qu'ils admiraient tous deux.
En 1700, on le retrouve à Vienne et Berlin. Le 6 juin, il joue un Tafelkonzert à l'occasion du mariage de la princesse Louise-Dorothée-Sophie de Brandebourg avec le prince Frédéric de Hesse-Cassel, futur roi de Suède : « au théorbe, au luth et à la guitare qu'il touchait avec une grâce quasi enchanteresse, le grand artiste français Saint-Luc s'attira aisément le crédit que Sa Majesté le roi de France, ainsi que la rumeur a couru à son sujet, l'avait trouvé préférable à d'autres pour occasionnellement le divertir au son de ses cordes pendant ses repas. »
De 1700 à 1708, Saint-Luc aurait été au service du prince Eugène de Savoie à Vienne. La guerre de Succession d'Espagne bouleverse alors l'Europe entière. Ses compositions (La Prise de Gaeta ; L’Arrivée du Prince Eugène ; La Prise de Lille...) confirment son engagement en faveur de l’Empire contre le Roi de France Louis XIV.
Saint-Luc célèbre avec autant d'enthousiasme d'autres événements auxquels le prince Eugène n'a eu aucune part comme La Proclamation du roi Charles III d'Espagne et La Prise de Barcelone en 1705, ou encore La Réduction de Naples par les Impériaux en 1707.
Les deux allemandes pour Le Prince de LKW et pour La Fête de la naissance de monseigneur le prince de Lokowis, ainsi qu'une marche pour La Fête du nom de S.A. monseigneur le prince de Lokowis, évoquent la figure d'un autre mécène, le prince Ferdinand-Auguste de Lobkowitz (1655-1715), un proche du prince Eugène. Très grand amateur de musique et collectionneur acharné de musique de luth, le prince de Lobkowitz possédait dans sa bibliothèque de Raudnitz en Bohême de très nombreuses pièces de Saint-Luc, manuscrits aujourd'hui déposés à Prague.
Parmi les pièces à titre qui permettent d'évoquer les dernières années du musicien, la plus tardive est celle qui commémore La Prise de Lille en décembre 1708. Sans doute Saint-Luc, âgé alors de 92 ans, mourut-il peu après. Aucune trace d'une activité musicale postérieure n'a, en tout cas, été repérée à ce jour. Sa réputation demeura cependant vivace dans son pays natal : dans la préface de son Recueil de pièces de guitare, rassemblé en 1729, le gantois Jean-Baptiste Castillon évoque encore Saint-Luc, qui « a été [ ... ] en grande réputation, et touchait la guitare d'une grande habileté. »

## Œuvres
Jacques de Saint-Luc a laissé une œuvre abondante. Près de deux cents pièces pour luth seul sont conservées en tablature dans deux manuscrits. Saint-Luc ne s'est pas contenté d'écrire pour luth seul. Il a esquissé un concerto pour luth, écrit un menuet pour guitare publié dans un recueil d'airs et réalisé des transcriptions de ses pièces pour luth seul en version pour ensemble regroupant un luth, un violon et une basse. Ces transcriptions ont circulé sous forme manuscrite avant d'être imprimée grâce aux soins des éditeurs Estienne Roger et Pierre Mortier d'Amsterdam. Que Saint-Luc se soit attelé à un tel travail de transcription est assez révélateur de ses pratiques d'écriture. En effet, il se présente comme une alternative à l'école française de luth représentée à la fin du XVIIe siècle par des instrumentistes aussi brillants que Charles Mouton ou Robert de Visée. Comme eux, Saint-Luc montre une prédilection pour le groupement en suites de danses (prélude, allemande, courante, sarabande, gigue) et une tendance à étoffer ce canevas d'autres danses (bourrées, gavottes) et de pièces à titres (Marche des Grecs, Prise de Lille). Il laisse quelques morceaux d'une ampleur inhabituelle dans le répertoire de luth des XVIIe siècle et XVIIIe siècle. La chaconne en sol majeur illustre le souci de la forme, le soin dans l'écriture et la richesse de l'inspiration mélodique qui font du luthiste athois un personnage important dans l'histoire de la musique pour luth.
De nombreuses pièces de Saint-Luc témoignent de son goût pour le monde du spectacle, que ce soit l'opéra dans Jupiter tenant son foudre, les ballets de cour dans Le Savoyard avec la Curiosité et la Variété ou la Marche des Grecs, ou encore la comédie italienne dans Pantalon, Arlequin dansant au bal et Scaramouche dansant avec la guitare. Quant à la comédie française, elle apparaît certes sous la forme d'un hommage à Molière avec Le Bourgeois gentilhomme, mais surtout dans une importante série de pièces qui évoquent l'univers bigarré des théâtres forains : Le Sauteur, La Danse des ourses, La Dame Cigogne ou Gilotin dansant au bal.
Jacques de Saint-Luc peut être considéré comme le compositeur et l'instrumentiste qui a su transmettre l'héritage de l'école française de luth finissante à la nouvelle génération des luthistes viennois, derniers représentants de la pratique d'un instrument qui allait bientôt disparaître du paysage musical.